# Мерковиці
Мерковиці ( чес. Měrkovice) — село в складі муніципалітету Козловиці, Мораво-Сілезький край, Чехія. Мерковиці мають форму вигнутої витягнутої смуги з південного заходу на північний схід, з меншим виступом на північний захід, у бік заповідника Гуквалди. Станом на 2008 рік у селі проживало 215 чоловік.

## Історія села

### Заснування
Село було засновано у 1789 році, коли було поділено Козловицький орний двір та виділено ділянку, яка зараз носить назву Мерковиці. Назва села походить від імені гуквальдського бургграфа Ондржея Мерки. 

### Новітня історія села
З визволенням у 1945 році Чехословаччини від німецьких загарбників, жителі села сформували громадський комітет для вирішення муніципальних питань, обравши головою Франтішека Хованеца-Гайного. Село увійшло до  складу районного комітету в Містеку. 1 січня 1949 року, провінційний устрій було скасовано, утворено територіальний устрій районів і село Мерковиці включено до складу новоствореного району Френштат-під-Радгоштем. Офіс тодішнього МНВ (Муніципального національного комітету) знаходився в приватній квартирі. З цієї причини було розпочато будівництво власної будівлі, пропорційної розміру муніципалітету.
Тодішній уряд ЧСР і ЦК Компартії, виступаючи за централізацію адміністративних одиниць, об’єднували національні комітети в більші адміністративні одиниці. Так, 30 червня 1960 року село Мерковиці злилося з Козловицями.